# Bănița (gmina)
Bănița – gmina w Rumunii, w okręgu Hunedoara. Obejmuje miejscowości Bănița, Crivadia i Merișor. W 2011 roku liczyła 1211 mieszkańców.